# Carrie Steinseiferová
Carrie Steinseiferová, úplným nepřechýleným jménem Carolyn Lynne Steinseifer (* 12. února 1968, Redwood City, Kalifornie) je bývalá americká plavkyně.
Na Letních olympijských hrách 1984 získala zlatou olympijskou medaili v závodě na 100 metrů volným způsobem společně s další Američankou Nancy Hogsheadovou, protože obě doplavaly do cíle současně. Další dvě zlaté medaile získala ve štafetách.